# Lema circumvittata
Lema circumvittata är en skalbaggsart som beskrevs av H. Clark in Bates och H. Clark 1866. Lema circumvittata ingår i släktet Lema och familjen bladbaggar. Inga underarter finns listade i Catalogue of Life.